# Koziegłowy (plaats)
Koziegłowy is een stad in het Poolse woiwodschap Silezië, gelegen in de powiat Myszkowski. De oppervlakte bedraagt 26,72 km², het inwonertal 2493 (2005).

## Geboren
- Kamil Gradek (1990), wielrenner